# GIRLS' FACTORY
GIRLS' FACTORY（ガールズファクトリー）は、主に毎年7月から8月に行われ、女性アーティストが出演する音楽祭。「o-daiba.com」「お台場冒険王」「お台場合衆国」の企画の一環として行われていることが多い。
きくちPを中心とする音組が制作、毎回、フジテレビ地上波あるいはフジテレビONE/フジテレビTWO/フジテレビNEXTでこの模様が放送されている。
2000年に開始、2001年から2009年までは『GIRL POP FACTORY』という名称であった。2010年は「GIRL ROCK FACTORY」も開催、「GIRL POP FACTORY」と併せて『GIRLS' FACTORY』と総称し、2011年からは『GIRLS' FACTORY』が正式名称となった。2017年からは『GIRLS' FACTORY』は『GIRLS' FACTORY NEXT』に改められた。さらに2017年の1日目は『GIRLS'FOLKTORY』と題して、坂崎幸之助（村長）を筆頭に『坂崎幸之助のももいろフォーク村NEXT』とのコラボレーションを実施した。

## 参加アーティスト

### 2000年
「I ♡ GIRL POP」chee's LIVE 2000
日時：7月31日 会場：Zepp Tokyo
「LOVE LOVE GIRL POP」ねずみがえしとLOVE LOVE ALL STARS LIVE 2000
日時：8月1日 会場：Zepp Tokyo
- chee's
- ねずみがえし
- LOVE LOVE ALL STARS

### 2001年
GIRL POP FACTORY 01
日時：7月31日 会場：Zepp Tokyo
- 晶 (akira)
- アナム&マキ
- 新井裕子
- Angelique
- 0930
- 加藤いづみ
- キタキマユ
- GO!GO!7188
- 鈴里真帆
- Strawberry JAM
- ZONE
- 辻香織
- dicot
- tef tef
- TOMATO CUBE
- ハートバザール
- hiro:n
- fra-foa
- Brandnew Little Toys
- Breath（松本江里子）
- Whiteberry

### 2002年
GIRL POP FACTORY mini
日時：4月21日 会場：フジテレビ池広場前
- 篠原ともえ
- 下川みくに
- 辻香織
- tef tef
- 松本英子
- ゲストミュージシャン：武部聡志
- MC：くまきりあさ美、町田恵

GIRL POP FACTORY 02
日時：7月31日 会場：Zepp Tokyo （「お台場どっと混む!」に於いて開催）
- AKINA
- YeLLOW Generation
- 市井紗耶香 in CUBIC-CROSS
- 加藤いづみ
- 唐沢美帆
- 京阪☆GIRL
- 辻香織
- tef tef
- 篠原ともえ
- 下川みくに
- THE★SCANTY
- ソニン
- 藤岡麻美
- fra-foa
- Whiteberry
- 松本英子
- musee
- より子。
- ゲストミュージシャン
  - 坂崎幸之助
  - 中川雅也
  - 大森はじめ（東京スカパラダイスオーケストラ）
  - 藤井尚之
  - ポール・ギルバート

MC：高島彩

### 2003年
GIRL POP FACTORY 03
日時：7月29日 会場：お台場冒険王・冒険ランド内冒険ステージ（野外）
（「QUIDAM Presents」として開催）
- 相田翔子
- AKINA
- 飯田圭織
- 市井紗耶香
- SweetS
- 篠原ともえ
- 下川みくに
- Snappeas
- ジュエミリア
- ソニン
- 辻香織
- dicot
- day after tomorrow
- dream
- Nyle
- NAO
- ナオリュウ
- 中澤裕子
- Perfume
- Prière
- BOYSTYLE
- BON-BON BLANCO
- 松本英子
- mihimaru GT
- 宮原永海
- モーニング娘。
- RUCA
- 若槻千夏

MC：高島彩、安めぐみ

### 2004年
GIRL POP FACTORY 04
日時：8月9日 会場：お台場冒険王・冒険ランド内冒険ステージ（野外）
（アレグリア2 Presentsとして開催）
- MARS（ボーカル：村上真理子）（オープニングアクト）
- チェキッ娘（同上）
- AKINA
- 安倍なつみ
- イクタ☆アイコ
- 後藤真希
- 辻香織
- dream
- 美少女クラブ21
- 松本英子
- Fortuna
- BON-BON BLANCO
- 松浦亜弥
- Re*GirL

MC：サエコ、葵、戸部洋子
GIRL POP FACTORY エイティーズ
日時：8月12日 会場：お台場冒険王・冒険ランド内冒険ステージ（野外）
- 下川みくに
- 藤岡麻美
- mina（矢作美樹 他）
- 鈴木亜美
- SweetS
- Sugar
- 伊藤つかさ
- 大場久美子
- 柏原芳恵
- 榊原郁恵
- 城之内早苗
- 新田恵利

MC：吉村明宏、くまきりあさ美、戸部洋子

### 2005年
GIRL POP FACTORY 05
日時：7月31日 会場：Zepp Tokyo
- 亜矢
- Tommy heavenly6
- PUFFY
- HALCALI
- BONNIE PINK
- Yum!Yum!ORANGE

MC：まつゆう

### 2006年
GIRL POP FACTORY 06
日時：8月5日 会場：Zepp Tokyo
- AI
- 絢香
- 土屋アンナ
- Tommy heavenly6
- ムラマサ☆

MC：吉村由美（PUFFY）

### 2007年
GIRL POP FACTORY 07
日時：8月4日 会場：Zepp Tokyo
- GOLLBETTY
- 土屋アンナ
- BONNIE PINK
- YUI

Special Guest：SOIL&"PIMP"SESSIONS（土屋アンナと競演） 

MC：土屋アンナ、杉崎美香

### 2008年
GIRL POP FACTORY 08
日時：8月3日 会場：Zepp Tokyo
- 中川翔子
- 青山テルマ
- いきものがかり
- HALCALI
- Perfume
- 倖田來未

MC：吉村由美（PUFFY）

### 2009年
GIRL POP FACTORY 09
日時：8月2日 会場：Zepp Tokyo
- LINDBERG
- SPEED
- MINMI
- mihimaru GT
- JUJU
- DOMINO
- MiChi

MC：南明奈、生野陽子

### 2010年
GIRLS' FACTORY
GIRL ROCK FACTORY 01
日時：7月31日 会場：Zepp Tokyo
- チャットモンチー
- Superfly
- opening act miwa

INTERVIEW：蒼井優
- 相武紗季
- 榮倉奈々

GIRL POP FACTORY 10
日時：8月1日 会場：Zepp Tokyo
- SPEED
- Perfume
- 中川翔子
- ノースリーブス
- 渡瀬マキ
- 森若香織
- 加藤いづみ
- miwa
- kylee
- 川上ジュリア
- opening act ねごと

MC：南明奈、生野陽子

### 2011年
GIRLS' FACTORY
MC：南明奈、生野陽子
日時：7月30日 会場：Zepp Tokyo
- SPEED
- 中川翔子
- SCANDAL
- ステレオポニー
- MASS OF THE FERMENTING DREGS
- FLiP
- opening act 住所不定無職

日時：7月31日 会場：Zepp Tokyo
- 加藤ミリヤ
- フレンチ・キス
- 渡り廊下走り隊7
- miwa
- ねごと
- opening act ZONE (シークレット)
- guest musician 浅倉大介
- collaboration 槇原敬之 (miwa/シークレット)
- 宇徳敬子 (フレンチ・キス/シークレット)
- 岡本真夜 (柏木由紀×TOMOKA/シークレット)
- 谷村新司 (AKB10/シークレット)

### 2012年
GIRLS' FACTORY
MC：浅倉大介、南明奈、渡辺麻友
日時：7月28日 会場：Zepp DiverCity
- 家入レオ
- 後藤まりこ
- 南波志帆
- miwa
- ももいろクローバーZ
- opening act 住岡梨奈

日時：7月29日 会場：Zepp DiverCity
- 倉木麻衣
- 私立恵比寿中学
- SCANDAL
- チャットモンチー
- AAA
- opening act THE★米騒動

GIRL ROCK FACTORY 12
MC：浅倉大介、加藤いづみ、渡辺麻友
日時：8月12日 会場：SHIBUYA-AX
- シシド・カフカ
- ねごと
- HAPPY BIRTHDAY
- FLiP
- miwa
- SCANDAL
- collaboration 寺田恵子 (シークレット)

### 2013年
GIRLS' FACTORY 13
MC：南明奈、加藤いづみ
日時：8月7日 会場：国立代々木競技場第一体育館
- miwaクロ（miwa×ももいろクローバーZ）
- SCANDAL
- アーバンギャルド
- ねごと
- 小南泰葉

### 2014年
GIRLS' FACTORY 14
MC：南明奈
日時：8月18日 会場：国立代々木競技場第一体育館
- 水樹奈々
- 西野カナ
- ももいろSCANDAL（SCANDAL×ももいろクローバーZ）
- miwaクロ（miwa×ももいろクローバーZ）
- 小南泰葉
- 岸谷香

日時：8月19日 会場：国立代々木競技場第一体育館
- ももいろクローバーZ
- 私立恵比寿中学
- チームしゃちほこ
- ねごと
- アーバンギャルド
- 赤い公園

### 2015年
GIRLS' FACTORY 15
日時：8月3日 会場：国立代々木競技場第一体育館
- MC：玉井詩織
- たこやきレインボー ※ Opening act
- 私立恵比寿中学
- チームしゃちほこ
- てんかすトリオ
- ねごと
- 坂本冬美
- 高城れに(コラボに参加)

日時：8月4日 会場：国立代々木競技場第一体育館
- MC：南明奈
- 3B junior ※ Opening act
- ももいろクローバーZ（高城は骨折のために一部の曲でフォーメーションに加われなかった）
- 岸谷香
- miwa
- 桐嶋ノドカ
- 小南泰葉
- 和田アキ子

### 2016年
GIRLS'FACTORY 16
- 別室でのトークコーナーは無くなった

日時：7月30日  会場：国立代々木競技場第一体育館
- MC：有安杏果、咲良菜緒（※ 咲良はヘッドライナーも兼任）
- コレサワ ※ Opening act
- fh'ana
- 森山良子
- コアラモード
- Anly
- 植田真梨恵
- 小南泰葉
- 寺田恵子
- 加藤いづみ
- チームしゃちほこ
- たこやきレインボー

日時：7月31日 会場：国立代々木競技場第一体育館
- MC：安本彩花、星名美怜（※ 両者共に、ヘッドライナーも兼任）
- 桜エビ～ず ※ Opening act
- 大森靖子
- たむらぱん
- 井上苑子
- anderlust
- 桐嶋ノドカ
- 魔法少女になり隊
- 吉澤嘉代子
- コアラモード
- 私立恵比寿中学 (※ ｢五五七二三二０｣名義でも出演）

日時：8月1日 会場：国立代々木競技場第一体育館
- MC ：南明奈、愛来（※ 愛来は労働基準法に則り、大トリのももいろクローバーZの紹介後に途中退席）
- 3B junior  ※ Opening act
- ロッカジャポニカ
- 華原朋美
- しほり
- 杏子
- コアラモード
- 千秋（※ 自身の持ち歌、｢YELLOW YELLOW HAPPY｣の途中より参加。曲終了後退席）
- ももいろクローバーZ
- 私立恵比寿中学
- チームしゃちほこ
- たこやきレインボー

### 2017年
GIRLS'FOLKTORY 17 × ももいろフォーク村ちょいデラックス
日時：7月13日 会場：Zepp DiverCity
- MC：玉井詩織

 〜 GIRLS'FOLKTORY 17 〜 
- 嘉門達夫 ※ Opening act
- 奥華子 ※ Opening act
- ガチンコ3 ※ Opening act
- 大森靖子
- TAKUYA
- 千秋
- 高橋洋子
- あんにゅ
- ももいろクローバーZ
- 私立恵比寿中学
- チームしゃちほこ
- たこやきレインボー
- てんかすトリオ

 〜 ももいろフォーク村ちょいデラックス 〜 
- 和田アキ子
- miwa
- にゃんごすたー
- 桐嶋ノドカ
- レナード衛藤
- ANCHANG
- Trio The Dog Horns
- Negicco
- 森口博子
- どうぶつビスケッツ×PPP
- 坂本遥奈（チームしゃちほこ）
- たこやきレインボー
- ガチンコ3

GIRLS'FACTORY NEXT 17
日時：7月14日 会場：Zepp DiverCity
- MC：愛来
- Negicco
- たこやきレインボー
- ロッカジャポニカ
- ばってん少女隊
- はちみつロケット
- 奥澤村
- マジェスティックセブン

日時：7月15日 会場：Zepp DiverCity
- MC：加藤いづみ ※コーラス兼任
- 嘉門達夫
- 太田雄大
- 恩田快人
- コアラモード
- Anly
- 中嶋ユキノ
- 伊藤千由李（チームしゃちほこ）
- リーフシトロン
- ガチンコ3

## その他
2015年から2017年まで、ももいろクローバーZ・私立恵比寿中学・チームしゃちほこ・たこやきレインボーは既存グループの他、各色別ユニット名義でも出演するようになる。
- チームわたあめ ➡ チームわたあめ(仮)（桃）

（2015年・2016年）佐々木彩夏・星名美怜・安藤ゆず ➡（2017年）佐々木彩夏・星名美怜・彩木咲良
（※彩木は2016年の段階では、安藤の長期休養に伴う暫定的な加入だったが、同年9月にチームしゃちほこを脱退することが決まり、翌2017年に彩木は正式にわたあめに加入）
- チームよつば ➡ チームいつつば（緑）

（2015年・2016年）有安杏果・安本彩花・廣田あいか・坂本遥奈 ➡（2017年）有安杏果・安本彩花・廣田あいか・坂本遥奈・根岸可蓮
（※根岸が加入し5人編成に）
- チーム紫しきぶ ➡ チーム紫しぶき （紫）

（2015年・2016年）高城れに・真山りか・大黒柚姫 ➡（2017年）高城れに・真山りか・大黒柚姫・堀くるみ
（※堀が加入し4人編成に）
- チーム青大将（青）

（2015年・2016年）松野莉奈・中山莉子・咲良菜緒・春名真依 ➡（2017年）中山莉子・咲良菜緒・春名真依・星野蒼良
（※松野の逝去に伴い、2017年よりばってん少女隊から星野が加入）
- チームイエローサミット（黄）

玉井詩織・小林歌穂・伊藤千由李・清井咲希
（※ここにあんにゅや千秋がゲストアーティストとして加わるのが恒例）
- チーム枇杷(びわ)色

柏木ひなた×miwa
（※2015年限定のスペシャルユニット）
- チームOrange Sunshine（橙）

柏木ひなた×TAKUYA、恩田快人、五十嵐公太（3名とも元JUDY AND MARY）
（※2016年限定のスペシャルユニット）
- チームアカレンジャイ ➡ チームオレンジアカレンジャイ（赤 ➡ 赤+橙）

（2015年・2016年）百田夏菜子・秋本帆華 ➡（2017年）百田夏菜子・秋本帆華・柏木ひなた
（※柏木が加わり3人編成に）

## 中継スタッフ
2017年
- 企画・制作：フジテレビNEXT音組
- TD/カメラ：上田容一郎
- SW：先崎聡
- AUD：鹿又健一
- PA：松田勝治
- LD：西野大介
- VE：久保島春樹
- 楽器：島津哲也
- 美術：楫野淳司
- WEB：鬼熊陽一郎
- TK：石原由季
- メイク：久保田裕子
- 技術協力：fmt、共同テレビジョン、サンフォニックス、インターナショナルクリエイティブ、田中電設工業
- 事業：花村恭之介
- 協力：お台場みんなの夢大陸2017、Zepp Tokyo
- 広報：加藤麻衣子、石田卓子、野口三和子、吉田奈央
- 編成：永竹里早、影矢隼壮
- AD：東浦克幸
- 送出ディレクター：大貫敦
- プロデューサー：福井倫子
- ディレクター：大野悟
- 構成・演出：きくちP
- 制作協力：クリーク・アンド・リバー社
- 制作著作：フジテレビ